# Вена (индуизм)
Вена — в индийской мифологии великий царь. Однако он стал злым и испорченным. Мир стал настолько мрачным и темным, что богиня земли Бхуми решила, что больше не будет давать урожай людям. Она приняла облик коровы и скрылась. Тем временем группа риши в гневе убила Вену. Затем они отрезали бедро его трупа и удалили все зло из тела. После этого они убрали руку Вены, и на его месте появился добрый Притху. Он был одним из воплощений Вишну. Однако Бхуми по-прежнему отказывался давать урожай людям. Затем Притху, сын Вены, отправился в джунгли для покаяния, пытаясь призвать Бхуми. В течение этого длительного периода произошла такая ситуация, когда Притху видит льва, который пытается наброситься на него, чтобы убить. Поскольку он был полон решимости призвать Бхуми, он решил пытаться до последнего вздоха и предпочел умереть, чем вернуться с голыми руками. Когда царь Притху мысленно готовился к обезглавливанию, он почувствовал легкое растирание лба. Это была Бхуми в образе коровы, довольная его покаянием, облизывающая его лоб. Этим Бхуми вернула все лекарственные и культурные растения живущим на ней существам. Царь Притху вернул Бхуми в её обычное состояние, поэтому она также известна как Притхви.
Священная литература индусов содержит множество случаев конфликтов между брахманами и кшатриями и даже кровавых битв между ними. В Ригведе (10.123) Вена является олицетворением небесного существа, возможно, радуги. Название гимна RV 9.85 - также Вена, как и имя его автора.

## Родословная
Бхагавата-пурана прослеживает происхождение Вены как потомка Дхрувы и Уттамы Ману. Уткала, старший сын Дхрувы, не взошёл на трон. Итак, второй сын Дхрувы, Ватсара, стал царем. Ватсара женился на Сварити, которая родила Пушпарну, Тигмакету, Ису, Урджу, Васу и Джайю. У Пушпарны были жены Прабха и Доша. Доша родила Нишиту и Вьюсту. Вьюста женился на Пушкарини и та родила Сарва-Теджаса, у которого от жены Акути родился сын - Ману. У Ману было 12 сыновей. Уру, один из сыновей Ману, имел 6 сыновей от Агнеи. Анга, один из сыновей Уру, женился на Суните, которая родила Вену. В Падма-пуране упоминается, что Сунита была дочерью Мритью (смерти), и поэтому Вена был нечестивым от рождения.

## Рождение и детство
Однажды, когда царь Анга совершал жертвоприношение, боги не приняли его, потому что у него не было сына. По совету мудрецов Анга совершил ещё одно жертвоприношение в честь Вишну. Из жертвенного огня поднялся человек с варёным в молоке рисом (паясой). Анга накормил этим рисом свою жену Суниту, которая родила сына. Ребёнок с детства был привязан к своему деду по материнской линии Мритью (форма Адхармы) и обратился к несправедности. Он действовал как зверь, безжалостно убивал невинных оленей. И, видя его злые дела, его назвали Вена, что означает мучитель. Увидев безумие своего ребёнка, Анга потерял душевный покой и, оставив свое царство, ушёл в лес. Опасаясь востания, мудрецы и подданные короновали Вену как царь, хотя и были недовольны им.

## Смерть
Когда Вена стал королем, он провозгласил, что в его королевстве никто не будет совершать жертвоприношения, они не будут тратить ни единой суммы денег на религиозные ритуалы. Мудрецы и жрецы остались недовольны этим поступком. Более того, он не предлагал своим подданным никакой защиты. Итак, со всех концов света в королевство ворвались грабители и воры, которые начали использовать мудрецов для своих целей. Разгневанные правлением царя, мудрецы во главе с Бхригу пошли к нему и потребовали совершить жертвоприношения и попросили защиты. Но Вена не услышал этого. Разгневанные мудрецы убили Вену и покинули это место, в то время как Сунита сохранила тело своего дорогого сына.

## Рождение Притху
Когда умер Вена, разбойники и воры воспользовались возникшей анархией. Увидев, что состояние ещё больше ухудшается, и земля убежала в виде коровы, мудрецы взяли тело Вены и вспароли ему бедро. Из его бедра поднялся темный дух, который был символом зла Вены. Мудрецы назвали его Нишадха, предком расы, носящей его имя. Поскольку грехи Вены ушли как дух, тело теперь было чистым. При вскрытии руки Вены Притху вышел из правой руки трупа вместе со своей женой Арчи. Притху, чтобы положить конец голоду, преследовал землю (Притхви), которая убежала как корова. Корова из страха перед ним позволила доить её.